# Dylan Bronn
Dylan Daniel Mahmoud Bronn (Cannes, 19 giugno 1995) è un calciatore francese naturalizzato tunisino, difensore del Servette e della nazionale tunisina.

## Carriera

### Club

#### Gli inizi: Cannes e Niort
Cresciuto nel settore giovanile del Cannes, squadra della sua città natale, nel 2016 si trasferisce al Niort. L'allenatore della prima squadra Denis Renaud decide di convocare il tunisino per le prime tre gare amichevoli della tournée estiva. Le sue prestazioni sopra le aspettative gli valsero la chiamata in prima squadra con il suo conseguente debutto il 29 luglio in un pareggio contro il Lens. Il 18 ottobre firma il primo contratto professionistico.

#### Gent
Il 31 luglio 2017 viene acquistato dal Gent, legandosi al club belga fino al 2021. Debutta con il club belga il 20 settembre seguente in una gara valida per la Croky Cup vinta per 3-2 in casa del Geel. Farà il suo esordio in Jupiler Pro League il 6 agosto in un incontro casalingo perso contro l'Anversa (0-1). Tre mesi dopo metterà a segno la sua prima rete in una gara contro il Royal Excelsior Mouscron. Gli sarà particolarmente fruttuosa l'annata 2018-2019 dove, in 19 presenze di campionato, è riuscito a timbrare per 7 volte. Nel corso dell'annata 2019-2020 avrà anche l'occasione di poter debuttare in Europa League in un match contro i francesi del Saint-Étienne, ma nonostante ciò il giocatore verrà escluso totalmente dai piani della rosa verso l'inizio di novembre.

#### Metz
Il 3 gennaio 2020 passa al Metz, con cui firma un quinquennale. Fa il proprio debutto con i francesi tre giorni dopo in una gara di Coupe de France persa contro il Rouen (3-0), mentre cinque giorni più tardi debutterà ufficialmente in Ligue 1 in una vittoria contro lo Strasburgo (1-0). Conclude la sua prima annata con 9 presenze in campionato. L'annata successiva il giocatore verrà impiegato come titolare e in alcune occasioni avrà anche modo di vestire la fascia da capitano. Il 13 dicembre 2020, in una gara contro lo Strasburgo, trova la sua prima rete della sua esperienza. La stagione successiva sarà scelto ufficialmente come capitano, terminandola totalizzando 30 presenze.

#### Salernitana e prestito al Servette
Il 12 agosto 2022 lascia, da capitano, la squadra del Metz e firma un contratto triennale con la Salernitana. Esordisce in maglia granata due giorni dopo, nella partita casalinga contro la Roma, persa per 1-0, dove gioca titolare. Durante la prima parte di stagione il giocatore verrà impiegato quasi sempre da titolare, salvo poi calare di rendimento dopo un infortunio alla coscia rimediato in allenamento. Tuttavia, termina l'annata 2022-2023 totalizzando 24 presenze. La stagione successiva, dopo l'approdo in panchina di Filippo Inzaghi, il giocatore viene escluso dall'elenco dei convocati per il campionato assieme al compagno Erik Botheim, salvo poi essere reintegrato nel mese di novembre date le assenze nel reparto. Dopo 48 minuti giocati in 4 presenze, nel febbraio 2024 viene nuovamente messo fuori rosa per facilitare l'approdo in granata di Kōstas Manōlas.
Il 15 febbraio 2024 viene ufficializzata la sua cessione in prestito al Servette fino alla fine della stagione. Debutta ufficialmente con il club tre giorni dopo nella vittoria interna contro il Lugano. Il 28 febbraio esordisce anche in Coppa di Svizzera, nella gara vinta per 2-0 in casa del Delémont. Termina la stagione collezionando un totale di 13 presenze, non venendo riscattato dalla compagine elvetica.
Ad inizio luglio fa ufficialmente ritorno alla Salernitana, intanto retrocessa in Serie B. Inizialmente inserito nella lista dei partenti, viene poi reintegrato in rosa dal nuovo tecnico Giovanni Martusciello. Il tunisino fa il proprio debutto stagionale il 12 agosto 2024, nel match di Coppa Italia vinto contro lo Spezia ai tiri di rigore valido per il primo turno. Esordisce in campionato rispettivamente cinque giorni dopo, nel successo casalingo contro il Cittadella (2-1). Chiude la stagione con 25 presenze e con il club retrocesso in Serie C.
Dopo essersi svincolato dal club granata al termine della stagione, il 2 luglio 2025 fa ritorno al Servette, con cui firma un contratto biennale.

### Nazionale
Convocato per la prima volta con la nazionale tunisina il 14 marzo 2017, ha debuttato con la selezione nordafricana il 28 marzo, disputando da titolare l'amichevole persa per 1-0 contro il Marocco.
Nel novembre del 2022, viene incluso dal CT Jalel Kadri nella rosa tunisina partecipante ai Mondiali di calcio in Qatar.

## Statistiche

### Presenze e reti nei club
Statistiche aggiornate al 30 marzo 2025.
| Stagione           | Squadra            | Campionato         | Campionato | Campionato | Coppe nazionali | Coppe nazionali | Coppe nazionali | Coppe continentali | Coppe continentali | Coppe continentali | Altre coppe | Altre coppe | Altre coppe | Totale | Totale |
| Stagione           | Squadra            | Comp               | Pres       | Reti       | Comp            | Pres            | Reti            | Comp               | Pres               | Reti               | Comp        | Pres        | Reti        | Pres   | Reti   |
| ------------------ | ------------------ | ------------------ | ---------- | ---------- | --------------- | --------------- | --------------- | ------------------ | ------------------ | ------------------ | ----------- | ----------- | ----------- | ------ | ------ |
| 2016-2017          | Niort              | L2                 | 30         | 2          | CF+CdL          | 4+0             | 0               | -                  | -                  | -                  | -           | -           | -           | 34     | 2      |
| 2017-2018          | Gent               | D1                 | 24+10      | 2          | CB              | 3               | 0               | UEL                | -                  | -                  | -           | -           | -           | 37     | 2      |
| 2018-2019          | Gent               | D1                 | 19+9       | 7          | CB              | 5               | 1               | -                  | -                  | -                  | -           | -           | -           | 33     | 8      |
| 2019-gen. 2020     | Gent               | D1                 | 5          | 0          | CB              | 1               | 0               | UEL                | 1                  | 0                  | -           | -           | -           | 7      | 0      |
| Totale Gent        | Totale Gent        | Totale Gent        | 67         | 9          |                 | 9               | 1               |                    | 1                  | 0                  |             | -           | -           | 77     | 10     |
| gen.-giu. 2020     | Metz               | L1                 | 9          | 0          | CF+CdL          | 1+0             | 0               | -                  | -                  | -                  | -           | -           | -           | 10     | 0      |
| 2020-2021          | Metz               | L1                 | 38         | 2          | CF              | 1               | 0               | -                  | -                  | -                  | -           | -           | -           | 39     | 2      |
| 2021-2022          | Metz               | L1                 | 30         | 1          | CF              | -               | -               | -                  | -                  | -                  | -           | -           | -           | 30     | 1      |
| Totale Metz        | Totale Metz        | Totale Metz        | 77         | 3          |                 | 2               | 0               |                    | -                  | -                  |             | -           | -           | 79     | 3      |
| 2022-2023          | Salernitana        | A                  | 24         | 0          | CI              | -               | -               | -                  | -                  | -                  | -           | -           | -           | 24     | 0      |
| 2023-feb. 2024     | Salernitana        | A                  | 4          | 0          | CI              | 2               | 0               | -                  | -                  | -                  | -           | -           | -           | 6      | 0      |
| feb.-giu. 2024     | Servette           | SL                 | 11         | 0          | CS              | 2               | 0               | -                  | -                  | -                  | -           | -           | -           | 13     | 0      |
| 2024-2025          | Salernitana        | B                  | 24         | 0          | CI              | 1               | 0               | -                  | -                  | -                  | -           | -           | -           | 25     | 0      |
| Totale Salernitana | Totale Salernitana | Totale Salernitana | 52         | 0          |                 | 3               | 0               |                    | -                  | -                  |             | -           | -           | 55     | 0      |
| Totale carriera    | Totale carriera    | Totale carriera    | 237        | 14         |                 | 20              | 1               |                    | 1                  | 0                  |             | -           | -           | 258    | 15     |

### Cronologia presenze e reti in nazionale
| Cronologia completa delle presenze e delle reti in nazionale ― Tunisia | Cronologia completa delle presenze e delle reti in nazionale ― Tunisia | Cronologia completa delle presenze e delle reti in nazionale ― Tunisia | Cronologia completa delle presenze e delle reti in nazionale ― Tunisia | Cronologia completa delle presenze e delle reti in nazionale ― Tunisia | Cronologia completa delle presenze e delle reti in nazionale ― Tunisia | Cronologia completa delle presenze e delle reti in nazionale ― Tunisia | Cronologia completa delle presenze e delle reti in nazionale ― Tunisia |
| Data                                                                   | Città                                                                  | In casa                                                                | Risultato                                                              | Ospiti                                                                 | Competizione                                                           | Reti                                                                   | Note                                                                   |
| ---------------------------------------------------------------------- | ---------------------------------------------------------------------- | ---------------------------------------------------------------------- | ---------------------------------------------------------------------- | ---------------------------------------------------------------------- | ---------------------------------------------------------------------- | ---------------------------------------------------------------------- | ---------------------------------------------------------------------- |
| 28-3-2017                                                              | Marrakech                                                              | Marocco                                                                | 1 – 0                                                                  | Tunisia                                                                | Amichevole                                                             | -                                                                      |                                                                        |
| 23-3-2018                                                              | Radès                                                                  | Tunisia                                                                | 1 – 0                                                                  | Iran                                                                   | Amichevole                                                             | -                                                                      | 25’ 45’                                                                |
| 27-3-2018                                                              | Nizza                                                                  | Tunisia                                                                | 1 – 0                                                                  | Costa Rica                                                             | Amichevole                                                             | -                                                                      | 90’                                                                    |
| 1-6-2018                                                               | Ginevra                                                                | Tunisia                                                                | 2 – 2                                                                  | Turchia                                                                | Amichevole                                                             | -                                                                      | 76’                                                                    |
| 9-6-2018                                                               | Krasnodar                                                              | Tunisia                                                                | 0 – 1                                                                  | Spagna                                                                 | Amichevole                                                             | -                                                                      |                                                                        |
| 18-6-2018                                                              | Volgograd                                                              | Tunisia                                                                | 1 – 2                                                                  | Inghilterra                                                            | Mondiali 2018 - 1º turno                                               | -                                                                      |                                                                        |
| 23-6-2018                                                              | Mosca                                                                  | Belgio                                                                 | 5 – 2                                                                  | Tunisia                                                                | Mondiali 2018 - 1º turno                                               | 1                                                                      | 24’                                                                    |
| 13-10-2018                                                             | Radès                                                                  | Tunisia                                                                | 1 – 0                                                                  | Niger                                                                  | Qual. Coppa d'Africa 2019                                              | -                                                                      | 73’                                                                    |
| 16-10-2018                                                             | Niamey                                                                 | Niger                                                                  | 1 – 2                                                                  | Tunisia                                                                | Qual. Coppa d'Africa 2019                                              | -                                                                      |                                                                        |
| 16-11-2018                                                             | Alessandria d'Egitto                                                   | Egitto                                                                 | 3 – 2                                                                  | Tunisia                                                                | Qual. Coppa d'Africa 2019                                              | -                                                                      |                                                                        |
| 7-6-2019                                                               | Radès                                                                  | Tunisia                                                                | 2 – 0                                                                  | Iraq                                                                   | Amichevole                                                             | -                                                                      | 89’                                                                    |
| 11-6-2019                                                              | Varaždin                                                               | Croazia                                                                | 1 – 2                                                                  | Tunisia                                                                | Amichevole                                                             | -                                                                      |                                                                        |
| 17-6-2019                                                              | Radès                                                                  | Tunisia                                                                | 2 – 1                                                                  | Burundi                                                                | Amichevole                                                             | -                                                                      | 46’                                                                    |
| 24-6-2019                                                              | Suez                                                                   | Tunisia                                                                | 1 – 1                                                                  | Angola                                                                 | Coppa d'Africa 2019 - 1º turno                                         | -                                                                      |                                                                        |
| 28-6-2019                                                              | Suez                                                                   | Tunisia                                                                | 1 – 1                                                                  | Mali                                                                   | Coppa d'Africa 2019 - 1º turno                                         | -                                                                      |                                                                        |
| 2-7-2019                                                               | Suez                                                                   | Mauritania                                                             | 0 – 0                                                                  | Tunisia                                                                | Coppa d'Africa 2019 - 1º turno                                         | -                                                                      | 36’                                                                    |
| 8-7-2019                                                               | Ismailia                                                               | Ghana                                                                  | 1 – 1 dts (4 – 5 dtr)                                                  | Tunisia                                                                | Coppa d'Africa 2019 - Ottavi di finale                                 | -                                                                      | 12’                                                                    |
| 11-7-2019                                                              | Il Cairo                                                               | Madagascar                                                             | 0 – 3                                                                  | Tunisia                                                                | Coppa d'Africa 2019 - Quarti di finale                                 | -                                                                      |                                                                        |
| 14-7-2019                                                              | Il Cairo                                                               | Senegal                                                                | 1 – 0 dts                                                              | Tunisia                                                                | Coppa d'Africa 2019 - Semifinale                                       | -                                                                      |                                                                        |
| 12-10-2019                                                             | Radès                                                                  | Tunisia                                                                | 0 – 0                                                                  | Camerun                                                                | Amichevole                                                             | -                                                                      | 83’                                                                    |
| 9-10-2020                                                              | Tunisi                                                                 | Tunisia                                                                | 3 – 0                                                                  | Sudan                                                                  | Amichevole                                                             | -                                                                      | 45+3’ 80’                                                              |
| 13-10-2020                                                             | Abuja                                                                  | Nigeria                                                                | 1 – 1                                                                  | Tunisia                                                                | Amichevole                                                             | -                                                                      | 12’                                                                    |
| 13-11-2020                                                             | Radès                                                                  | Tunisia                                                                | 1 – 0                                                                  | Tanzania                                                               | Qual. Coppa d'Africa 2021                                              | -                                                                      |                                                                        |
| 17-11-2020                                                             | Radès                                                                  | Tanzania                                                               | 1 – 1                                                                  | Tunisia                                                                | Qual. Coppa d'Africa 2021                                              | -                                                                      |                                                                        |
| 25-3-2021                                                              | Benghazi                                                               | Libia                                                                  | 2 – 5                                                                  | Tunisia                                                                | Qual. Coppa d'Africa 2021                                              | -                                                                      |                                                                        |
| 28-3-2021                                                              | Radès                                                                  | Tunisia                                                                | 2 – 1                                                                  | Guinea Equatoriale                                                     | Qual. Coppa d'Africa 2021                                              | -                                                                      | 52’                                                                    |
| 11-6-2021                                                              | Radès                                                                  | Tunisia                                                                | 0 – 2                                                                  | Algeria                                                                | Amichevole                                                             | -                                                                      | 25’ 62’                                                                |
| 3-9-2021                                                               | Radès                                                                  | Tunisia                                                                | 3 – 0                                                                  | Guinea Equatoriale                                                     | Qual. Mondiali 2022                                                    | 1                                                                      | 5’                                                                     |
| 7-9-2021                                                               | Ndola                                                                  | Zambia                                                                 | 0 – 2                                                                  | Tunisia                                                                | Qual. Mondiali 2022                                                    | -                                                                      |                                                                        |
| 7-10-2021                                                              | Radès                                                                  | Tunisia                                                                | 3 – 0                                                                  | Mauritania                                                             | Qual. Mondiali 2022                                                    | -                                                                      |                                                                        |
| 10-10-2021                                                             | Nouakchott                                                             | Mauritania                                                             | 0 – 0                                                                  | Tunisia                                                                | Qual. Mondiali 2022                                                    | -                                                                      |                                                                        |
| 13-11-2021                                                             | Malabo                                                                 | Guinea Equatoriale                                                     | 1 – 0                                                                  | Tunisia                                                                | Qual. Mondiali 2022                                                    | -                                                                      |                                                                        |
| 16-11-2021                                                             | Tunisi                                                                 | Tunisia                                                                | 3 – 1                                                                  | Zambia                                                                 | Qual. Mondiali 2022                                                    | -                                                                      |                                                                        |
| 12-1-2022                                                              | Limbe                                                                  | Tunisia                                                                | 0 – 1                                                                  | Mali                                                                   | Coppa d'Africa 2021 - 1º turno                                         | -                                                                      |                                                                        |
| 29-1-2022                                                              | Garoua                                                                 | Burkina Faso                                                           | 1 – 0                                                                  | Tunisia                                                                | Coppa d'Africa 2021 - Quarti di finale                                 | -                                                                      |                                                                        |
| 27-9-2022                                                              | Parigi                                                                 | Brasile                                                                | 5 – 1                                                                  | Tunisia                                                                | Amichevole                                                             | -                                                                      | 42’                                                                    |
| 22-11-2022                                                             | Al Rayyan                                                              | Danimarca                                                              | 0 – 0                                                                  | Tunisia                                                                | Mondiali 2022 - 1º turno                                               | -                                                                      |                                                                        |
| 26-11-2022                                                             | Al Wakrah                                                              | Tunisia                                                                | 0 – 1                                                                  | Australia                                                              | Mondiali 2022 - 1º turno                                               | -                                                                      | 73’                                                                    |
| 23-3-2024                                                              | Cairo                                                                  | Tunisia                                                                | 0 – 0 (4 – 5 dtr)                                                      | Croazia                                                                | Amichevole                                                             | -                                                                      |                                                                        |
| 26-3-2024                                                              | Il Cairo                                                               | Nuova Zelanda                                                          | 0 – 0 (2 – 4 dtr)                                                      | Tunisia                                                                | Amichevole                                                             | -                                                                      | 70’                                                                    |
| 19-3-2025                                                              | Monrovia                                                               | Liberia                                                                | 0 – 1                                                                  | Tunisia                                                                | Qual. Mondiali 2026                                                    | -                                                                      |                                                                        |
| 24-3-2025                                                              | Radès                                                                  | Tunisia                                                                | 2 – 0                                                                  | Malawi                                                                 | Qual. Mondiali 2026                                                    | -                                                                      | 90+7’                                                                  |
| Totale                                                                 |                                                                        | Presenze                                                               | 42                                                                     |                                                                        | Reti                                                                   | 2                                                                      |                                                                        |

## Palmarès

### Club

#### Competizioni nazionali
- Coppa Svizzera: 1

Servette: 2023-2024